# ST-506

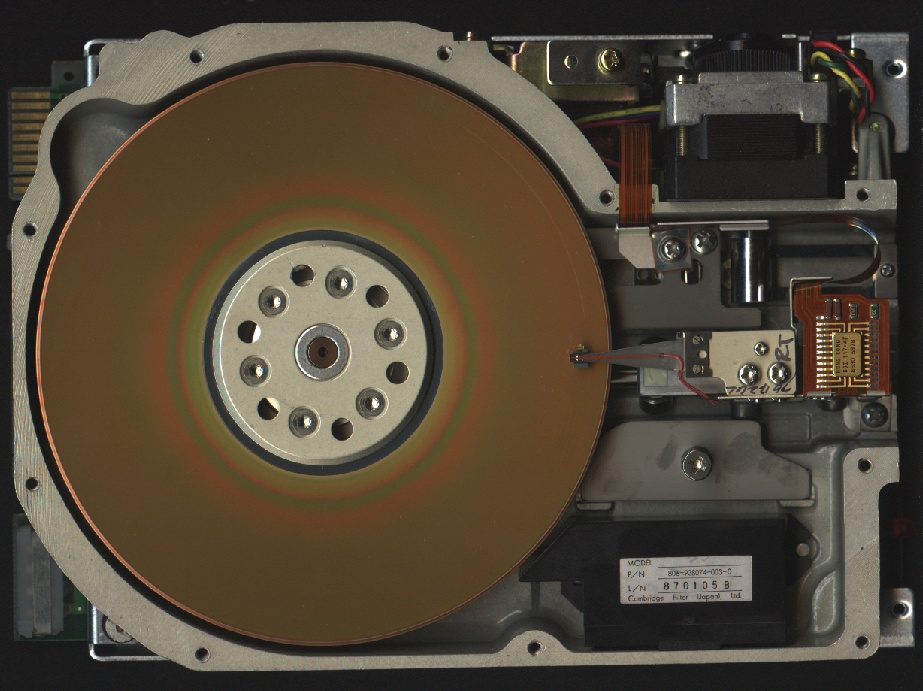
Un disque ST-506 ouvert, on distingue le moteur pas à pas en haut à droite

Le ST-506 est le premier disque dur utilisant des disques de 5¼" de diamètre (environ 13 cm). Construit par Shugart Technology (devenu depuis Seagate Technology) à partir de 1980, ce disque dur avait une capacité de 6,38 Mo bruts soit 5 Mio une fois formaté.
Le modèle ST-412 avait lui une capacité double de 10 Mio. Les deux plateaux de ces disques tournaient à 3 600 tr/min et l'ensemble mobile des têtes était positionné par un moteur pas à pas sur l'un des 153 cylindres (306 cylindres pour le ST-412). Ces disques offraient un temps d'accès moyen de 85 ms et un débit de 5,0 Mb/s.
Les disques ST-506 et ST-412 se raccordaient au contrôleur de disque par une interface dérivée de l'interface SA1000 utilisée alors par Shugart Associates pour les lecteurs de disquettes.

## Interface ST-506
L'interface à deux connecteurs utilisée pour communiquer avec le disque ST-506 était simple et de nombreux fabricants de disques durs décidèrent à cette époque de l'utiliser pour leurs propres produits créant de fait un « standard ST-506 ».
En 1983 IBM choisit des disques durs compatibles ST-506 pour équiper les PC/XT (et l'année suivante les PC/AT). La grande popularité des PC à l'époque a fait que durant les années 1980 la plupart des disques durs commercialisés furent compatibles ST-506.

### Interface physique
L'interface physique du disque est composée de deux connecteurs situés en bout de carte électronique du côté disque dur auxquels s'ajoute un connecteur d'alimentation classique à 4 points.
Les brochages sont les suivants :
| Masse | Signal | Nom                                    | Description                                                  |
| ----- | ------ | -------------------------------------- | ------------------------------------------------------------ |
| 1     | 2      | REDUCED WRITE CURRENT / HEAD SELECT 23 | Écriture en courant réduit                                   |
| 3     | 4      | HEAD SELECT 22                         | Bit 2 du numéro de tête de lecture/enregistrement            |
| 5     | 6      | WRITE GATE                             | Commande de l'écriture                                       |
| 7     | 8      | SEEK COMPLETE                          | Déplacement des têtes terminé                                |
| 9     | 10     | TRACK 0                                | Têtes positionnées sur le cylindre numéro 0                  |
| 11    | 12     | WRITE FAULT                            | Panne du disque interdisant l'écriture                       |
| 13    | 14     | HEAD SELECT 20                         | Bit 0 du numéro de tête de lecture/enregistrement            |
| 15 16 | 15 16  | détrompeur                             | détrompeur                                                   |
| 17    | 18     | HEAD SELECT 21                         | Bit 1 du numéro de tête de lecture/enregistrement            |
| 19    | 20     | INDEX                                  | Top d'indication du début d'une piste                        |
| 21    | 22     | READY                                  | Disque prêt, les données lues sont valides                   |
| 23    | 24     | STEP                                   | Commande de déplacement de l'ensemble des têtes              |
| 25    | 26     | DISK SELECT 1                          | Sélection de disque                                          |
| 27    | 28     | DISK SELECT 2                          | Sélection de disque                                          |
| 29    | 30     | DISK SELECT 3                          | Sélection de disque                                          |
| 31    | 32     | DISK SELECT 4                          | Sélection de disque                                          |
| 33    | 34     | DIRECTION IN                           | Commande de déplacement des têtes vers le centre des disques |

| Masse   | Signal  | Nom              | Description                                         |
| ------- | ------- | ---------------- | --------------------------------------------------- |
| 2       | 1       | DRIVE SELECTED   | Le disque sélectionné par DISK SELECT n est présent |
| 3 4 5 6 | 3 4 5 6 | inutilisé        | inutilisé                                           |
| 7 8     | 7 8     | détrompeur       | détrompeur                                          |
| 9 10    | 9 10    | inutilisé        | inutilisé                                           |
| 11 12   |         | GROUND           | Masse de blindage                                   |
|         | 13      | + MFM WRITE DATA | Données à écrire                                    |
|         | 14      | – MFM WRITE DATA | Données à écrire                                    |
| 15 16   |         | GROUND           | Masse de blindage                                   |
|         | 17      | + MFM READ DATA  | Données lues                                        |
|         | 18      | – MFM READ DATA  | Données lues                                        |
| 19 20   |         | GROUND           | Masse de blindage                                   |

### Logique
Les signaux DRIVE SELECT n permettent à l'ordinateur de choisir parmi 4 disques possibles, et les signaux HEAD SELECT 2n permettent d'adresser une tête de lecture/enregistrement particulière. Le signal HEAD SELECT 23 n'a jamais été utilisé pour cette fonction ; il a été remplacé par une commande d'écriture en courant réduit (qui devait être activée pour les cylindres à partir de 128) REDUCED WRITE CURRENT (en effet sur les pistes internes les secteurs sont plus denses et une écriture en employant le courant maximal endommagerait les données stockées dans les pistes voisines).
Le déplacement de l'ensemble des têtes est intégralement piloté par l'ordinateur via les signaux DIRECTION IN qui choisit le sens de déplacement et STEP qui déplace les têtes d'une piste à chaque impulsion, le disque signale que les têtes sont stabilisées (moins de 18 ms après un déplacement) par le signal SEEK COMPLETE, il signale par TRACK 0 que les têtes sont positionnées sur la piste la plus externe. Le disque ST-412 contenait un circuit logique dédié permettant d'accélérer le déplacement des têtes car la spécification d'origine aurait imposé qu'un déplacement d'un bout à l'autre du disque prenne jusqu'à une seconde (306 pistes x 3 ms par impulsion).
Le disque lit sans cesse les données qui défilent sous la tête sélectionnée et transmet cela au contrôleur de disque via les deux lignes ± MFM READ DATA, le contrôleur doit alors détecter — dans ce flot continu — les données d'un secteur particulier. Pour stocker des données sur le disque, le contrôleur bascule à l'instant adéquat la tête sélectionnée en mode écriture via WRITE GATE et envoie les données du secteur à écrire par les deux lignes ± MFM WRITE DATA.
Le BIOS des premiers PC équipés de disque dur proposait une interface logicielle d'accès au disque dur analogue à celle employée pour les disquettes, l'adressage des secteurs du disque se faisait alors en CHS, ce mode d'adressage est resté le plus employé jusqu'au milieu des années 1990, il a alors été remplacé par l'adressage LBA.

## Évolutions
Malgré la transformation de l'interface ST-506 par Maxtor en ESDI (pour « Enhanced Small Disk Interface » en anglais) permettant de meilleurs débits (jusqu'à 20,0 Mb/s) la complexité d'un contrôleur de disque séparé et le volumineux câblage ont favorisé la recherche de nouvelles solutions plus compactes comme SASI (en) (devenu SCSI par la suite) puis plus tard Integrated Drive Electronics (« Électronique de contrôle intégrée » en français). Les premiers disques SCSI étaient alors souvent des disques à interface ST-506 accolés à un contrôleur SCSI.
À la fin des années 1980, les deux solutions avaient suffisamment progressé pour proposer des disques à interface native extrêmement compacts, IDE et ses évolutions restèrent le standard sur les PC jusqu'à l'arrivée de SATA vers 2003. SCSI grâce à une logique très évoluée intégrée dans le contrôleur du disque dur est depuis toujours restée une solution haut de gamme.

## Durabilité

### Blocage des têtes de lecture
Les disques ST-506 et ST-412, pouvaient se retrouver avec les feutres des têtes de lecture "collés" sur les plateaux par polymérisation, lorsque le disque dur n'était pas utilisé pendant une longue période.
Dans ce cas, il ne démarrait pas. C'est pour cela que le constructeur avait volontairement prévu sous le bloc disque, un trou à travers le PCB pour accéder à l'axe du moteur des plateaux. Par ce trou on observe l'écrou qui permettait de débloquer (avec douceur) les plateaux via une clef à pipe.[réf. nécessaire]